# Dariusz Bugaj
Dariusz Bugaj (ur. 18 lipca 1964 w Szczecinie) – polski piłkarz ręczny, występujący na pozycji obrotowego, reprezentant kraju (145 meczów, 314 bramek).
Były zawodnik Pogoni Szczecin, Iskry Kielce (lata 1993–1995 oraz 1996) oraz klubów niemieckich.

## Osiągnięcia
- Złoty medal Mistrzostw Polski:  1994, 1996
- Srebrny medal Mistrzostw Polski:  1995
- Finalista Pucharu Polski:  1995